# Nukumanu
Nukumanu er en dansk dokumentarfilm.